# Enrico II d'Istria
Enrico II d'Istria, a volte chiamato Enrico VI, (1175 circa – Slovenj Gradec, 18 luglio 1228) fu margravio dell'Istria dal 1204 alla morte e margravio di Carniola dal 1204 alla morte e conte di Stein (Kamnik in Alta Carniola) dal 1204 alla morte.

## Biografia
Era secondogenito di Bertoldo IV, duca di Merania (e dunque apparteneva alla dinastia degli Andech) e Agnese di Rochlitz, figlia di Dedi III, margravio di Lusazia della casa di Wettin.
Dopo la morte del padre nel 1204, Enrico assunse le cariche di margravio dell'Istria e di margravio di Carniola, oltre che delle terre situate a sud del Danubio. In Istria l'influenza della repubblica di Venezia divenne così influente da dominare praticamente la penisola grazie alle politiche del loro doge, Enrico Dandolo. Il commercio e l'influenza nella regione tesero a concentrarsi a Venezia, indebolendo l'Istria.
All'inizio del 1207 Enrico II sposò Sofia, figlia ed erede del conte Alberto di Weichselburg († 1209), contea situata nella moderna Slovenia, regione in cui gli Andech spesero enormi ricchezze nella marca vindica. Il matrimonio rimase senza figli.
Nel 1208 fu accusato di essere complice di Ottone VIII di Baviera dell'omicidio del re Filippo di Svevia dopo il matrimonio del fratello maggiore, Ottone I, duca di Merania e della sua sposa Beatrice II, contessa di Borgogna a Bamberga, sede del suo secondo fratello maggiore, Ecberto, vescovo di Bamberga. Questa accusa venne considerata una vergogna per la dinastia Wittelsbach, ma l'evento colpì maggiormente la dinastia Andechs: Enrico II e il vescovo Ecberto perdessero infatti tutti i loro diritti, proprietà, dignità e entrate. Dovettero quindi fuggire dalla sorella Gertrude, regina d'Ungheria, in Ungheria nel 1209 per sicurezza.
Nel 1211 Ecberto poté tornare ai suoi possedimenti, ma Enrico II riuscì solo a riottenere la marca vindica, perdendo i suoi possedimenti tirolesi e bavaresi. Sebbene avesse un legame con Aquileia (suo fratello minore Bertoldo ne fu il patriarca dal 1218 al 1251) e Leopoldo VI di Babenberg, egli rimase limitato ai suoi possedimenti e a quelli di Sofia nella Bassa Stiria e Carniola. Nel 1220, gli fu "permesso" di partecipazione in qualità di testimone della concessione dalla sua marca a Bertoldo.
Nel maggio del 1228 fu raggiunto un accordo tra Enrico II e Ludovico I di Baviera, che aveva preso la maggior parte delle sue terre. Alcune delle sue terre e dei suoi diritti furono restituiti, ma a luglio morì improvvisamente a Windischgraz. Fu sepolto nell'abbazia di Dießen. I suoi vecchi possedimenti bavaresi furono ereditati da suo fratello Ottone, mentre le terre di Weichselburg rimasero per breve tempo a Sofia.

## Ascendenza
|                       |                   |                                            | Genitori                                        |  |  | Nonni |  |  | Bisnonni              |  |  | Trisnonni |  |
|                       |                   |                                            |                                                 |  |  |       |  |  | Bertoldo II d'Andechs |  |  | …         |  |
|                       |                   |                                            |                                                 |  |  |       |  |  | Bertoldo II d'Andechs |  |  | …         |  |
|                       |                   | …                                          |                                                 |  |  |       |  |  | Bertoldo II d'Andechs |  |  |           |  |
| Bertoldo I d'Istria   |                   |                                            |                                                 |  |  |       |  |  | Bertoldo II d'Andechs |  |  |           |  |
|                       |                   | Sofia di Carniola                          | Poppo II di Carniola                            |  |  |       |  |  |                       |  |  |           |  |
|                       |                   | Sofia di Carniola                          | Poppo II di Carniola                            |  |  |       |  |  |                       |  |  |           |  |
|                       |                   | Sofia di Carniola                          | Riccarda d'Istria                               |  |  |       |  |  |                       |  |  |           |  |
| Bertoldo IV d'Andechs |                   | Sofia di Carniola                          |                                                 |  |  |       |  |  |                       |  |  |           |  |
|                       |                   | Ottone IV di Wittelsbach                   | Eccardo I di Scheyern                           |  |  |       |  |  |                       |  |  |           |  |
|                       |                   | Ottone IV di Wittelsbach                   | Eccardo I di Scheyern                           |  |  |       |  |  |                       |  |  |           |  |
|                       |                   | Ottone IV di Wittelsbach                   | Riccarda di Carniola                            |  |  |       |  |  |                       |  |  |           |  |
| Edvige di Wittelsbach |                   | Ottone IV di Wittelsbach                   |                                                 |  |  |       |  |  |                       |  |  |           |  |
|                       |                   | Heilika di Pettendorf-Lengenfeld-Hopfenohe | Federico III di Pettendorf-Lengenfeld-Hopfenohe |  |  |       |  |  |                       |  |  |           |  |
|                       |                   | Heilika di Pettendorf-Lengenfeld-Hopfenohe | Federico III di Pettendorf-Lengenfeld-Hopfenohe |  |  |       |  |  |                       |  |  |           |  |
|                       |                   | Heilika di Pettendorf-Lengenfeld-Hopfenohe | …                                               |  |  |       |  |  |                       |  |  |           |  |
| Enrico II d'Istria    |                   | Heilika di Pettendorf-Lengenfeld-Hopfenohe |                                                 |  |  |       |  |  |                       |  |  |           |  |
|                       | Corrado di Meißen | Thimo di Wettin                            |                                                 |  |  |       |  |  |                       |  |  |           |  |
|                       | Corrado di Meißen | Thimo di Wettin                            |                                                 |  |  |       |  |  |                       |  |  |           |  |
|                       | Corrado di Meißen | Ida di Northeim                            |                                                 |  |  |       |  |  |                       |  |  |           |  |
| Dedi III di Lusazia   | Corrado di Meißen |                                            |                                                 |  |  |       |  |  |                       |  |  |           |  |
|                       |                   | Luitgarda di Ravenstein                    | Adalberto di Ravenstein                         |  |  |       |  |  |                       |  |  |           |  |
|                       |                   | Luitgarda di Ravenstein                    | Adalberto di Ravenstein                         |  |  |       |  |  |                       |  |  |           |  |
|                       |                   | Luitgarda di Ravenstein                    | Berta di Boll                                   |  |  |       |  |  |                       |  |  |           |  |
| Agnese di Rochlitz    |                   | Luitgarda di Ravenstein                    |                                                 |  |  |       |  |  |                       |  |  |           |  |
|                       |                   | …                                          | …                                               |  |  |       |  |  |                       |  |  |           |  |
|                       |                   | …                                          | …                                               |  |  |       |  |  |                       |  |  |           |  |
|                       |                   | …                                          | …                                               |  |  |       |  |  |                       |  |  |           |  |
| Matilde di Heinsberg  |                   | …                                          |                                                 |  |  |       |  |  |                       |  |  |           |  |
|                       |                   | …                                          | …                                               |  |  |       |  |  |                       |  |  |           |  |
|                       |                   | …                                          | …                                               |  |  |       |  |  |                       |  |  |           |  |
|                       |                   | …                                          | …                                               |  |  |       |  |  |                       |  |  |           |  |
|                       |                   | …                                          |                                                 |  |  |       |  |  |                       |  |  |           |  |